# شترخفت (مقاطعة دلفان)
شترخفت (بالفارسية: شترخفت) هي قرية تقع في قسم خاوة الشمالي الريفي (مقاطعة دلفان) في إيران. يقدر عدد سكانها بـ 703 نسمة .